# مادر (فیلم ۱۹۱۴)
مادر (انگلیسی: Mother) فیلمی است که در سال ۱۹۱۴ منتشر شد. از بازیگران آن می‌توان به پریسیلا دین اشاره کرد.